# Estação Lawrence East
Lawrence East é uma estação do metrô de Toronto, localizada no Scarborough RT. Localiza-se na 2444 Lawrence Avenue East. Midland possui um terminal de ônibus integrado, que serve uma linha do Toronto Transit Commission. A estação recebeu seu nome da Lawrence Avenue, a principal rua leste-oeste servida pela estação. Como quando inaugurada outra estação já possuía o mesmo nome, o TTC adicionou East (oeste em português) ao nome da estação, uma vez que esta se localiza à oeste da primeira estação.